# 이차 형식 종수
이차 형식 이론에서, 종수(種數, 영어: genus)는 대역체의 대수적 정수환 계수의 이차 형식 위에 정의되는 동치 관계이다. 이는 이차 형식의 동치보다 더 엉성하다.

## 정의
대역체 {\displaystyle K}의 대수적 정수환 {\displaystyle {\mathcal {O}}_{K}} 위의 유한 생성 자유 가군 {\displaystyle {\mathcal {O}}_{K}^{n}} 위의 두 이차 형식 {\displaystyle Q}, {\displaystyle Q'}이 다음 조건을 만족시킨다면, 같은 종수에 속한다고 한다.
- {\displaystyle K}의 모든 (유한 또는 무한) 자리 {\displaystyle {\mathfrak {p}}}에서, {\displaystyle Q\otimes _{{\mathcal {O}}_{K}}{\mathcal {O}}_{K_{\mathfrak {p}}}}는 {\displaystyle Q'\otimes _{{\mathcal {O}}_{K}}{\mathcal {O}}_{K_{\mathfrak {p}}}}와 동치이다. (여기서 {\displaystyle K_{\mathfrak {p}}}는 {\displaystyle {\mathfrak {p}}}에서의 국소체를 뜻하며, {\displaystyle {\mathcal {O}}_{K_{\mathfrak {p}}}}는 그 대수적 정수환이다. 만약 {\displaystyle {\mathfrak {p}}}가 아르키메데스 자리라면, {\displaystyle {\mathcal {O}}_{K_{\mathfrak {p}}}=K_{\mathfrak {p}}}이다.)

이는 {\displaystyle {\mathcal {O}}_{K}^{n}} 위의 이차 형식들의 동치류들의 집합 위의 동치 관계를 정의한다.
즉, 이는 하세-민코프스키 정리와 유사하게, 각 유한 · 무한 소수에서의 "정수환"에서 동치인 것이다. 그러나 유리수 계수의 경우와 달리 같은 종수에 속하는 두 정수 계수 이차 형식이 서로 동치이지 않을 수 있다.
즉, {\displaystyle V=K^{n}} 위의 이차 형식 {\displaystyle Q} 및 {\displaystyle V} 속의 두 {\displaystyle {\mathcal {O}}_{K}}-자유 가군 {\displaystyle L,L'\subset V}가 주어졌을 때, {\displaystyle (L,Q|_{L})}와  {\displaystyle (L',Q|_{L'})}이 같은 종수에 속한다는 것은 각 자리 {\displaystyle {\mathfrak {p}}\in \operatorname {Places} (K)}에 대하여
{\displaystyle L\otimes _{K}K_{\mathfrak {p}}=f_{\mathfrak {p}}(L'\otimes _{K}K_{\mathfrak {p}})\subset V\otimes _{K}K_{\mathfrak {p}}}
가 되는
{\displaystyle f_{\mathfrak {p}}\in \operatorname {O} (V\otimes _{K}K_{\mathfrak {p}},Q;K_{\mathfrak {p}})}
가 존재한다는 것과 같다.

### 질량
대역체 {\displaystyle K}의 대수적 정수환 {\displaystyle {\mathcal {O}}_{K}} 위의 {\displaystyle n}차원 자유 가군 {\displaystyle {\mathcal {O}}_{K}^{n}} 위의 이차 형식 종수 {\displaystyle {\mathcal {G}}}의 질량(영어: mass)은 다음과 같다.
{\displaystyle m({\mathcal {G}})=\sum _{Q\in {\mathcal {G}}}{\frac {1}{|\operatorname {O} (n,Q;\mathbb {O} _{K})|}}}
여기서
- {\displaystyle \textstyle \sum _{Q\in {\mathcal {G}}}}는 종수 {\displaystyle g}에 속한 모든 이차 형식의 동치류 {\displaystyle Q}에 대한 합이다.
- {\displaystyle \operatorname {O} (n,Q;\mathbb {O} _{K})=\{f\in \operatorname {GL} (n;{\mathcal {O}}_{K})\colon Q\circ f=Q\}}는 {\displaystyle Q}에 대한 직교군이다. 즉, {\displaystyle ({\mathcal {O}}_{K}^{n},Q)}의 자기 동형군이다.
- {\displaystyle |\cdots |}는 집합의 크기이다.

즉, 질량은 종수에 속한 이차 형식의 수를 대칭군의 크기를 고려하여 센 것이다.

### 스피너 종수
대역체 {\displaystyle K}가 주어졌다고 하자. {\displaystyle {\mathcal {O}}_{K}^{n}} 위의 두 이차 형식
{\displaystyle Q,Q'\colon {\mathcal {O}}_{K}^{n}\to {\mathcal {O}}_{K}}
및
{\displaystyle g\in \operatorname {O} (n,Q;K)}
{\displaystyle f_{\mathfrak {p}}\in \operatorname {\Omega } (n,Q;K)\qquad ({\mathfrak {p}}\in \operatorname {Places} (K))}
에 대하여,
{\displaystyle Q(v)=Q'\left(g(f_{\mathfrak {p}}(v))\right)\qquad \forall v\in K_{\mathfrak {p}}^{n}}
가 성립한다면, {\displaystyle Q}와 {\displaystyle Q'}이 같은 스피너 종수에 속한다고 한다.  여기서 {\displaystyle \operatorname {\Omega } (V,Q;K)=\ker \operatorname {sn} \subseteq \operatorname {O} (V,Q;K)}는 스피너 노름
{\displaystyle \operatorname {sn} \colon \operatorname {O} (V,Q;K)\to K^{\times }/(K^{\times })^{2}}
의 핵이다.

## 성질
{\displaystyle {\mathcal {O}}_{K}} 계수의 이차 형식들에 대하여 정의되는 동치 관계들은 다음과 같다. 왼쪽으로 갈 수록 더 섬세한 동치 관계이며, 오른쪽으로 갈 수록 더 엉성한 동치 관계이다.
{\displaystyle {\mathcal {O}}_{K}}-동치 → 같은 스피너 종수에 속함 → 같은 종수에 속함 → {\displaystyle K}-동치 (= 모든 자리에 대하여 {\displaystyle K_{\mathfrak {p}}}-동치)
이차 형식을 이차 형식 {\displaystyle Q\colon V\to K}가 주어진 벡터 공간 {\displaystyle V={\mathcal {O}}_{K}^{n}} 속의 격자들로 생각한다면, 이들의 정의에 등장하는 대칭군은 다음과 같다.
{\displaystyle \operatorname {O} (n,Q;K)} → {\displaystyle \operatorname {O} (n,Q;K)\times \prod _{\mathfrak {p}}'\operatorname {\Omega } (n,Q;K_{\mathfrak {p}})} → {\displaystyle \prod _{\mathfrak {p}}'\operatorname {O} (n,Q;K_{\mathfrak {p}})} → {\displaystyle \operatorname {GL} (n;K)}
사실, 종수를 정의하는 동치 관계는 아델 이론을 사용하여 아델 직교군
{\displaystyle \operatorname {O} (V_{\mathbb {A} },Q)=\prod _{{\mathfrak {p}}\in \operatorname {Places} (K)}'\operatorname {O} (V\otimes _{K}K_{\mathfrak {p}},Q;K_{\mathfrak {p}})}
로 생각할 수 있다. (여기서 {\displaystyle \textstyle \prod '}은 여유한 개의 원소가 1임을 뜻한다.) {\displaystyle \operatorname {O} (V_{\mathbb {A} })}는 {\displaystyle V} 위에 다음과 같이 작용한다. 우선, 하세-민코프스키 정리에 의하여 다음 두 집합 사이에 자연스러운 전단사 함수가 존재한다.
- {\displaystyle K^{n}} 속의 {\displaystyle {\mathcal {O}}_{K}}-격자 {\displaystyle L\subset K^{n}}
- 각 자리에 대한 격자들의 열 {\displaystyle (L_{\mathfrak {p}}\subseteq K_{\mathfrak {p}}^{n})_{{\mathfrak {p}}\in \operatorname {Places} (K)}} 가운데, 여유한 개의 {\displaystyle {\mathfrak {p}}}에 대하여 {\displaystyle L_{\mathfrak {p}}={\mathcal {O}}_{K_{\mathfrak {p}}}^{n}\subset K_{\mathfrak {p}}^{n}}인 것.

따라서, {\displaystyle (g_{\mathfrak {p}})_{{\mathfrak {p}}\in \operatorname {Places} (K)}\in \operatorname {O} (V_{\mathbb {A} },Q)}는 {\displaystyle L\mapsto (L_{\mathfrak {p}})_{{\mathfrak {p}}\in \operatorname {Places} (K)}} 위에 다음과 같이 성분별로 작용한다.
{\displaystyle (L_{\mathfrak {p}})_{{\mathfrak {p}}\in \operatorname {Places} (K)}\mapsto \left(g_{\mathfrak {p}}(L_{\mathfrak {p}})\right)_{{\mathfrak {p}}\in \operatorname {Places} (K)}}
같은 종수에 속한 이차 형식들은 같은 판별식을 갖는다. 따라서, 주어진 종수에 속하는 이차 형식의 동치류의 수는 유한하다.
주어진 종수에 속하는 스피너 종수의 수는 항상 2의 거듭제곱이다.

### 질량 공식
주어진 종수의 질량은 스미스-민코프스키-지겔 질량 공식(Smith-Minkowski-Siegel質量公式, 영어: Smith–Minkowski–Siegel mass formula)으로 구체적으로 계산할 수 있다.
구체적으로, {\displaystyle n\geq 2}일 때, {\displaystyle \mathbb {Q} ^{n}} 속의 {\displaystyle \mathbb {Z} }-격자 {\displaystyle \Lambda }가 속하는 종수의 질량은 다음과 같다.
{\displaystyle m(\Lambda )=2\pi ^{-n(n+1)/4}\prod _{j=1}^{n}\Gamma (j/2)\prod _{p}2m_{p}(\Lambda )}
{\displaystyle m_{p}(\Lambda )={\frac {p^{(rn(n-1)+s(n+1))/2}}{N(p^{r})}}\qquad (r\gg 1)}
{\displaystyle N(p^{r})=\operatorname {Aut} _{\mathbb {F} _{p^{r}}}(Q\otimes _{\mathbb {Z} }\mathbb {F} _{p^{r}})=\{M\in \operatorname {Mat} (n;\mathbb {F} _{p^{r}})\colon M^{\top }AM\}}
여기서
- {\displaystyle \textstyle \prod _{p}}는 모든 소수에 대한 곱이다. (이는 항상 유한하다.)
- {\displaystyle (r\gg 1)}은 충분히 큰 {\displaystyle r}에 대하여 등식이 성립함을 뜻한다.
- {\displaystyle A}는 격자 {\displaystyle \Lambda }의 그람 행렬이다.

이 공식은 자명한 경우인 {\displaystyle n=0,1}일 때 성립하지 않을 수 있다. 이는 다음과 같은 점에서 기인한다.
- {\displaystyle m(\Lambda )}의 공식 맨 앞의 2는 특수 직교군 {\displaystyle \operatorname {SO} (n)}의 다마가와 수(영어: Tamagawa number)인데, 이는 {\displaystyle n<2}일 때 1이다.
- {\displaystyle m_{p}(\Lambda )}의 공식 맨 앞의 2는 지표 {\displaystyle [\operatorname {O} (n):\operatorname {SO} (n)]}를 뜻한다. 이는 {\displaystyle n=0}일 때 1이다.

## 역사
2항 이차 형식의 종수의 개념 및 용어(라틴어: genus 게누스[*], 복수 라틴어: genera 게네라[*])는 카를 프리드리히 가우스가 1801년에 《산술 연구》(라틴어: Disquisitiones Arithmeticae)에서 도입하였다.:Art. 231:11, Definition 1.2.5
1867년에 헨리 존 스티븐 스미스는 스미스-민코프스키-지겔 질량 공식을 최초로 발견하였으나, 널리 알려지지 않았다. 1885년에 헤르만 민코프스키는 박사 학위 논문에서 임의의 이차 형식의 종수의 개념을 도입하였고, 스미스-민코프스키-지겔 질량 공식을 재발견하였다.
카를 루트비히 지겔(1896~1982)은 1935년에 민코프스키가 제시한 질량 공식의 오류를 교정하여 스미스-민코프스키-지겔 질량 공식을 완성하였다.
마르틴 아이클러(독일어: Martin Eichler, 1912~1992)는 스피너 종수를 사용하여 부정부호 정수 계수 이차 형식을 분류하였다.